# Obština Dospat
Obština Dospat (bulharsky Община Доспат) je bulharská jednotka územní samosprávy ve Smoljanské oblasti. Leží v jižním Bulharsku v jihozápadní části Západních Rodopů podél hranic s Řeckem. Správním střediskem je město Dospat, kromě něj obština zahrnuje 7 vesnic. Žije zde přes 8 tisíc stálých obyvatel.

## Sídla
Všechna sídla v obštině jsou samosprávná.
| - Barutin - Brăšten - Crănča | - Čavdar - Dospat (sídlo správy) - Kăsak | - Ljubča - Zmeica |

## Sousední obštiny
| Růžice kompasu | Sărnica | Batak          |        | Růžice kompasu |
| Růžice kompasu | Satovča | Sever          | Borino | Růžice kompasu |
| Růžice kompasu | Satovča | Obština Dospat | Borino | Růžice kompasu |
| Růžice kompasu | Satovča | Jih            | Borino | Růžice kompasu |
| Růžice kompasu |         |                |        | Růžice kompasu |

## Obyvatelstvo
V obštině žije 8 297 stálých obyvatel a včetně přechodně hlášených obyvatel 9 618. Podle sčítáni 1. února 2011 bylo národnostní složení následující:
- Bulhaři: 4 469 (86.5 %)
- Turci: 65 (1.3 %)
- Romové: 31 (0.6 %)
- ostatní: 599 (11.6 %)